# Janusz Detka
Janusz Detka (ur. 1958) – polski literaturoznawca, profesor nadzwyczajny w Instytucie Filologii Polskiej Uniwersytetu Jana Kochanowskiego w Kielcach.

## Życiorys
W 1977 roku ukończył I Liceum Ogólnokształcące im. Stefana Żeromskiego w Kielcach . Dysertację doktorską pt. Przemiany poetyki w prozie narracyjnej Jerzego Andrzejewskiego, której promotorem był Jan Pacławski, obronił w 1994 na Wydziale Filologicznym Uniwersytetu Jagiellońskiego. Stopień naukowy doktora habilitowanego uzyskał w 2011 na Uniwersytecie im. Adama Mickiewicza w Poznaniu w oparciu o rozprawę Wiersze polskiej „odwilży” (1953–1957).
Zawodowo związany z Uniwersytetem Jana Kochanowskiego w Kielcach. W 2012 i 2016 został wybrany dziekanem Wydziału Humanistycznego UJK.
Autor książek, artykułów naukowych, recenzji, haseł żydowskich w Słowniku literatury polskiej XIX wieku, a także podręczników do gimnazjów pt. Przygoda z czytaniem. Jego zainteresowania badawcze obejmują: polską literaturą współczesną (w tym regionalną), kulturę popularną oraz problematykę żydowską.

## Wybrane publikacje
- Przemiany poetyki w prozie Jerzego Andrzejewskiego, Kielce 1995
- Stanisław Rogala, Kielce 1998
- Krzysztof Kamil Baczyński. Twórczość, legenda, recepcja, Kielce 2002 (redaktor)
- Wiersze polskiej „odwilży” (1953–1957), Kielce 2010